# Frecuencia de voz

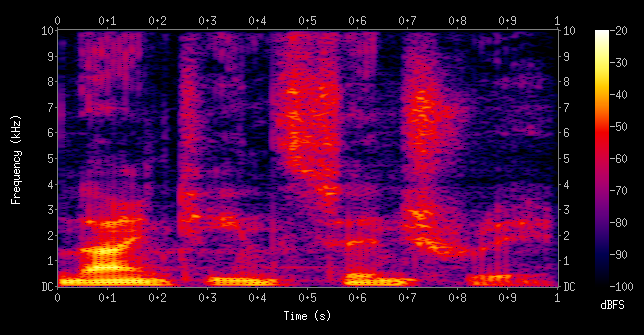
Espectrograma producido digitalmente de una voz masculina que dice "siglo XIX".

Una frecuencia de voz (FV) o banda de voz es una de las frecuencias, dentro de una parte del rango de audio, que se utiliza para la transmisión del habla.

## Banda de frecuencia
En telefonía, la banda de frecuencia de voz utilizable varía de aproximadamente 300 a 3400 Hz. Es por esta razón que la banda de frecuencias ultrabajas del espectro electromagnético entre 300 y 3000 Hz también se conoce como frecuencia de voz, que es la energía electromagnética que representa la energía acústica en la banda base. El ancho de banda asignado para un solo canal de transmisión de frecuencia de voz es generalmente 4   kHz, incluidas las Bandas de protección, lo que permite una frecuencia de muestreo de 8 kHz que se utilizará como base del sistema de modulación de código de pulso utilizado para la RTPC digital. Según el teorema de muestreo de Nyquist-Shannon, la frecuencia de muestreo (8 kHz) debe ser al menos dos veces el componente más alto de la frecuencia de voz a través del filtrado apropiado antes del muestreo en momentos discretos (4 kHz) para la reconstrucción efectiva de la señal de voz. 

## Frecuencia fundamental
El discurso sonoro de un hombre adulto típico tendrá una frecuencia fundamental de 85 a 180   Hz, y el de una mujer adulta típica de 165 a 255   Hz. Por lo tanto, la frecuencia fundamental de la mayoría de los discursos cae por debajo de la parte inferior de la banda de frecuencia de voz como se definió anteriormente. Sin embargo, suficiente de la serie armónica estará presente para el fundamental faltante para crear la impresión de escuchar el tono fundamental.